# Йозеф Салісте
Йозеф Салісте (ест. Joseph Saliste, нар. 10 квітня 1995, Таллінн) — естонський футболіст, захисник клубу «Пайде» та національної збірної Естонії. Виступав також за низку інших естонських клубів. Дворазовий чемпіон Естонії.

## Клубна кар'єра
Йозеф Салісте народився 1995 року в Таллінні, та є вихованцем футбольної школи клубу «Флора». У 2011 році Салісте віддали в оренду до клубу «Ворріор». У 2012 році футболіст повернувся до «Флори», і до 2014 року грав у третій команді та молодіжній команді клубу. З 2014 року гравець розпочав виступати в першій команді клубу, і в 2015 і 2017 роках став у складі команди чемпіоном Естонії.
У 2019 році керівництво «Флори» віддало Салісте в річну оренду до клубу «Нарва-Транс». З 2020 року футболіст на умовах постійного контракту грає у складі клубу «Пайде».

## Виступи за збірні
У 2013 році Йозеф Салісте дебютував у складі юнацької збірної Естонії, загалом на юнацькому рівні взяв участь у 10 іграх, відзначившись 2 забитими голами.
Протягом 2015—2018 років Салісте грав у складі молодіжної збірної Естонії. На молодіжному рівні зіграв у 13 офіційних матчах, забив 1 гол.
У 2017 році Йозеф Салісте дебютував у складі національної збірної Естонії. У складі національної збірної станом на початок липня 2025 року футболіст зіграв 7 матчів, у яких забитими голами не відзначився.

## Титули і досягнення
- Чемпіон Естонії (2):

«Флора»: 2015, 2017